# Boécourt
Boécourt (antiguamente Biestingen en alemán) es una comuna suiza del cantón de Jura, localizada en el distrito de Delémont. Limita al norte con la comuna de Bourrignon, al este con Develier, al sureste y sur con Haute-Sorne, y al oeste con Clos du Doubs y La Baroche.

## Referencias

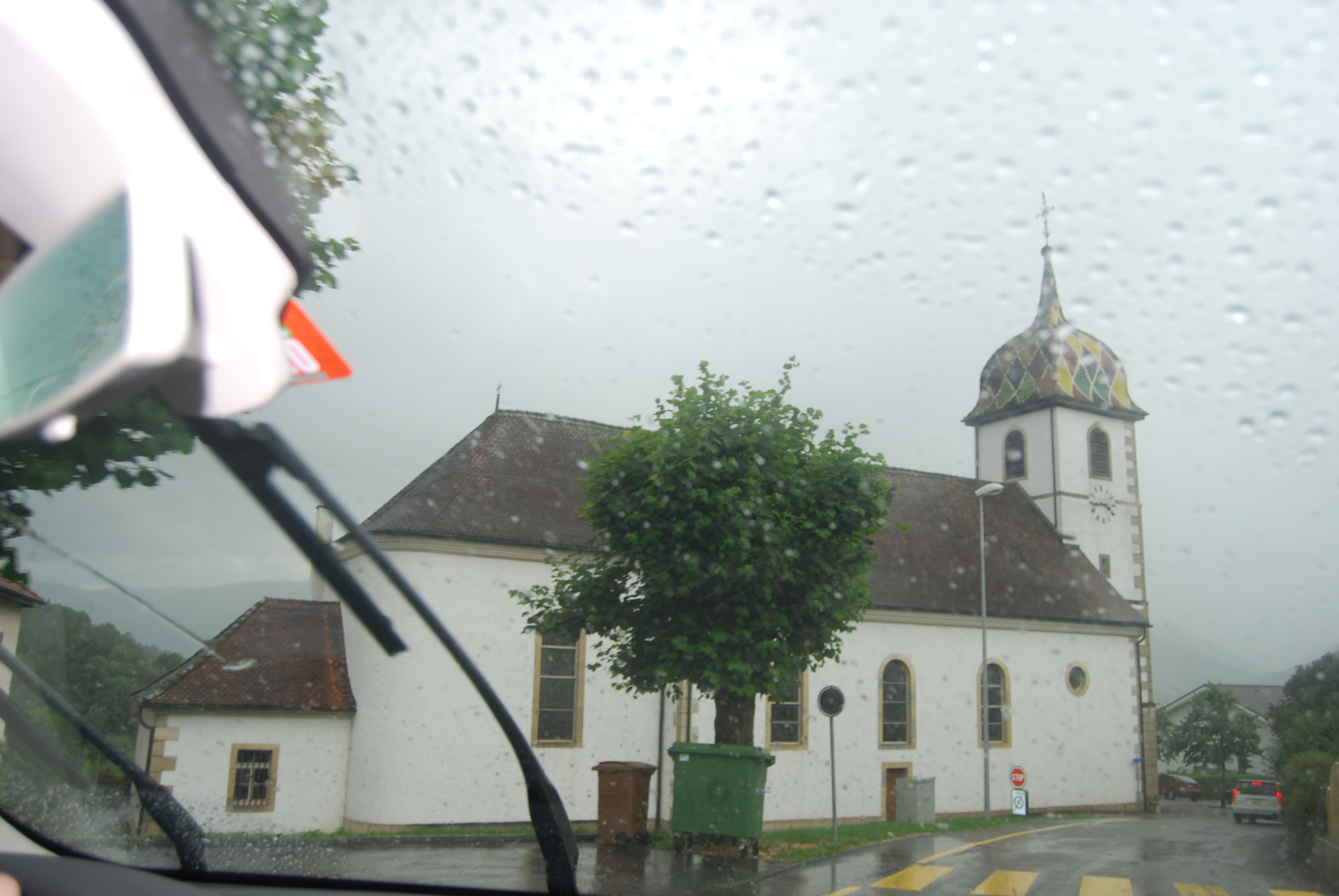
Vista de Boécourt.

## Ciudad hermanada
- Périgny, Francia.